# Schultesia bahiensis
Schultesia bahiensis är en gentianaväxtart som beskrevs av E.F.Guim. och Fontella. Schultesia bahiensis ingår i släktet Schultesia och familjen gentianaväxter. Inga underarter finns listade i Catalogue of Life.